# Rimskinn
Rimskinn (Oliveonia pauxilla) är en svampart som först beskrevs av H.S. Jacks., och fick sitt nu gällande namn av Donk 1958. Enligt Catalogue of Life ingår Rimskinn i släktet Oliveonia, ordningen Auriculariales, klassen Agaricomycetes, divisionen basidiesvampar och riket svampar, men enligt Dyntaxa är tillhörigheten istället släktet Oliveonia, familjen Oliveoniaceae, ordningen Ceratobasidiales, klassen Tremellomycetes, divisionen basidiesvampar och riket svampar. Arten är reproducerande i Sverige. Inga underarter finns listade i Catalogue of Life.